# Mononychellus wainsteini
Mononychellus wainsteini är en spindeldjursart som beskrevs av Tuttle, Baker och Abbatiello 1974. Mononychellus wainsteini ingår i släktet Mononychellus och familjen Tetranychidae. Inga underarter finns listade i Catalogue of Life.